# RAS
RAS (angleško Rail Adapter System) je vojaška kratica, ki označuje Adapterski sistem z vodili, ki predstavlja del SOPMOD programa in omogoča pritrjevanje različnih dodatkov na vrh zaklepišča.